# Disarm
"Disarm" is een nummer van de Amerikaanse band The Smashing Pumpkins. Het nummer werd uitgebracht op hun album Siamese Dream uit 1993. Op 22 maart 1994 werd het nummer uitgebracht als de derde single van het album.

## Achtergrond
"Disarm" is geschreven door zanger en gitarist Billy Corgan. Die kreeg geen toestemming van de BBC om het nummer te promoten in het televisieprogramma Top of the Pops vanwege de zin "cut that little child" (snij dat kleine kind weg). Ook de regels "what I choose is my choice" (wat ik kies is mijn keuze) en "the killer in me is the killer in you" (de moordenaar in mij is de moordenaar in jou) waren aanleiding voor ophef, aangezien deze verwijzingen zouden bevatten naar abortus. Volgens Corgan gaat het nummer over zijn moeilijke relatie met zijn ouders toen hij opgroeide.
Ondanks de ban op "Disarm" behaalde het de elfde plaats in het Verenigd Koninkrijk, de grootste hit van de band op dat moment. In de Verenigde Staten bereikte het nummer de Billboard Hot 100 niet, maar kwam het wel op de 48e plaats in de Hot 100 Airplay-lijst. Daarnaast kwam het op de vijfde plaats in de Mainstream Rock Tracks-lijst en op de achtste plaats in de Modern Rock Tracks-lijst. Hoewel het in Nederland de hitlijsten niet haalde, werd het in 1993 wel uitgeroepen tot de Song van het Jaar door het platform 3voor12.
The Smashing Pumpkins maakten vaak rustige, akoestische versies van veel van hun luidere, agressieve nummers. Desondanks werd er een elektrische versie van "Disarm" gespeeld tijdens meerdere televisie-optredens, waaronder tijdens de MTV Video Music Awards in 1994. In deze versie is het nummer geen ballad, maar juist een stevig rocknummer. Daarnaast is het nummer gebruikt in een aflevering van de televisieserie The Shield en is het in 2013 gecoverd door The Civil Wars.
Naast de oorspronkelijke single werden twee andere versies van de single gemaakt. Deze versies kregen de namen Heart en Smile en bevatten andere hoezen en andere B-kanten. Op de oorspronkelijke single stond het nummer "Siamese Dream" op de B-kant; hoewel het album dezelfde titel had, werd het nummer pas in 2005 uitgebracht op het album Rarities and B-Sides. Op de single Heart waren covers te horen van "Landslide" van Fleetwood Mac en "Dancing in the Moonlight (It's Caught Me in Its Spotlight)" van Thin Lizzy. Op de single Smile bestond de B-kant uit een demo van het nummer "Soothe" en het door slaggitarist James Iha geschreven "Blew Away".
De videoclip van "Disarm" is geregisseerd door Jake Scott en is gefilmd in zwart-wit. In de video zijn de leden van de band individueel te zien terwijl op de achtergrond beelden van een huis te zien zijn, waar de camera overheen vliegt. Tevens zijn er een oude man en een jonge jongen te zien; Corgan wilde de oude man niet in de video hebben, maar Scott stond erop dat dit wel gebeurde. De clip werd veelvuldig uitgezonden op MTV en kreeg een nominatie in de categorieën "Best Alternative Video" en "Best Editing in a Video" tijdens de MTV Video Music Awards in 1994.

## NPO Radio 2 Top 2000
| Nummer met noteringen in de NPO Radio 2 Top 2000 | '14 | '15 | '16 | '17 | '18 | '19 | '20 | '21 | '22  | '23 | '24 |
| ------------------------------------------------ | --- | --- | --- | --- | --- | --- | --- | --- | ---- | --- | --- |
| Disarm                                           | 853 | 824 | 906 | 866 | 850 | 939 | 918 | 972 | 1002 | 912 | 960 |

1. ↑  Een vetgedrukt getal geeft de hoogste notering aan.
2. ↑  2014 was het eerste jaar met een notering voor dit nummer.